# Clark Knoll
Clark Knoll är en kulle i Antarktis. Den ligger i Västantarktis. Inget land gör anspråk på området. Toppen på Clark Knoll är 418 meter över havet.
Terrängen runt Clark Knoll är kuperad åt nordost, men åt sydväst är den platt. Trakten är obefolkad. Det finns inga samhällen i närheten.